# Euxoa recula
Euxoa recula är en fjärilsart som beskrevs av Harvey 1876. Euxoa recula ingår i släktet Euxoa och familjen nattflyn. Inga underarter finns listade i Catalogue of Life.